# To the Stars... Demos, Odds and Ends
To the Stars... Demos, Odds and Ends est le premier album solo du guitariste et chanteur Tom DeLonge, ex-membre de Blink-182, Box Car Racer et membre d'Angels & Airwaves. Il est sorti le 21 avril 2015 sous le label To The Stars.

## Origine
À l'origine, cet album n'aurait jamais dû voir le jour, c'est à la suite de son départ du groupe Blink-182 en janvier 2015 que Tom DeLonge décide de sortir un album regroupant des chansons initialement prévues pour le prochain album de Blink-182[réf. nécessaire].

## Promotions
Le premier extrait de l'album New World sort le 9 mars. Le 23 mars sort le second extrait intitulé « The Invisible Parade ». Le 6 avril, sort Circle-Jerk-Pit.

## Liste des chansons
Toutes les chansons sont écrites et composés par Tom DeLonge.
1. New World - 3:34
2. An Endless Summer - 4:09
3. Suburban Kings - 4:10
4. The Invisible Parade - 3:29
5. Circle-Jerk-Pit - 1:59
6. Landscapes - 2:14
7. Animals - 3:41
8. Golden Showers in the Golden State - 2:35

### Musiciens
- Tom DeLonge - guitare, Basse, Piano, Synthé, Chant
- Brooks Wackerman - batterie sur "New World"[1], "An Endless Summer", "Suburban Kings", "Circle-Jerk-Pit", "Landscapes", "Animals" et "Golden Showers in the Golden States".
- Aaron Rubin - Basse sur "An Endless Summer" et "Animals"